# Výsadková loď typu 072
Výsadková loď typu 072 (v kódu NATO třída Yukan) byla třída tankových výsadkových lodí Námořnictva Čínské lidové osvobozenecké armády. Celkem byly postaveny tři jednotky této třídy. Byla to první generace domácím průmyslem vyvinutých tankových výsadkových lodí. Vyřazování typu začalo roku 2020.

## Stavba
První generace čínských tankových výsadkových lodí byla vyvinuta v 70. letech jako náhrada zastaralých, původně amerických plavidel pocházejících z doby druhé světové války. Celkem byly loděnicí Zhonghua v Šanghaji postaveny tři jednotky této třídy, pojmenované Jün-tchaj-šan (927), Wu-feng-šan (928) a C'-ťin-šan (929). Do služby byly přijaty v letech 1978–1980.
Jednotky typu 072:
| Jméno               | Spuštěna | Vstup do služby | Osud                                                |
| ------------------- | -------- | --------------- | --------------------------------------------------- |
| Jün-tchaj-šan (927) | 1977     | 1978            | Od roku 2012 ve výcviku. Vyřazena 7. července 2020. |
| Wu-feng-šan (928)   |          | 1980            | Vyřazena 30. července 2020.                         |
| C'-ťin-šan (929)    |          | 1982            | Vyřazena 7. července 2020.                          |

## Konstrukce
Výsadková loď může převážet 200 vojáků, 10 hlavních bojových tanků a dva pěchotní vyloďovací čluny – celkem 500 tun nákladu. Vozidla plavidlo opouštějí pomocí příďové rampy. Plavidla jsou vyzbrojena čtyřmi 57mm dvoukanóny typu 66 a čtyřmi 37mm dvoukanóny typu 61. Složení výzbroje bylo během služby upravováno. Pohonný systém tvoří dva diesely Hudong 12E390V, každý o výkonu 7 198 hp, pohánějící dva lodní šrouby. Nejvyšší rychlost dosahuje 18 uzlů, ekonomická rychlost byl 14 uzlů. Dosah byl 3 000 námořních mil při rychlosti 14 uzlů. Vytrvalost plavidel činí 20 dní.